# Política da Islândia
A Política da Islândia tem lugar num quadro de uma república democrática representativa parlamentar, segundo o qual o Primeiro-Ministro da Islândia é o Chefe de Governo, num sistema multipartidário. O Poder Executivo é exercido pelo Governo. O Poder Legislativo é exercido pelo Governo e pelo Parlamento, o Althing. O Poder Judiciário é independente dos Poderes Executivo e Legislativo.

## Poder executivo
| Cargo             | Mandatário            | Partido                    | Desde                  |
| Presidente        | Halla Tómasdóttir     | Independente               | 1 de Agosto de 2024    |
| Primeiro-ministro | Kristrún Frostadóttir | Aliança Social Democrática | 21 de Dezembro de 2024 |

O Presidente, eleito para um mandato de 4 anos, tem poderes limitados. O primeiro-ministro e o Gabinete exercem a maioria das funções executivas. O Presidente da Islândia exerce funções mais cerimoniais, servindo como um diplomata e chefe de Estado. O chefe de Governo é o primeiro-ministro, que, juntamente com o Gabinete, cuida da parte do Executivo do Governo.
O Gabinete é nomeado pelo Presidente depois de eleições gerais para o Althing, no entanto, este processo é geralmente conduzido pelos líderes dos partidos políticos, que decidem entre si, após discussões, de quais as partes que podem formar o Gabinete e como os seus lugares vão ser distribuídas (ao abrigo da condição de que ela tenha o apoio de uma maioria no Althing). Só quando os líderes dos partidos são incapazes de chegar a uma conclusão por si mesmos, num prazo razoável, é que o Presidente exerce esse poder, e nomeia o próprio Gabinete. Isso nunca aconteceu desde a República, fundada em 1944, mas em 1942 o regente do país, Sveinn Björnsson, fez nomear um parlamento não-governamental. O regente tinha para todos os efeitos práticos a posição de um presidente, e Björnsson, de facto, tornou-se no primeiro presidente do país, em 1944.
Os Governos da Islândia têm sido quase sempre coligações com duas ou mais partes envolvidas, devido ao facto de nenhum partido político ter recebido uma maioria de lugares no Althing, no período da República. A extensão dos poderes políticos apresentados pelo Gabinete do presidente são contestados pelos estudiosos legais na Islândia. Diversas disposições da Constituição parecem dar alguns poderes importantes ao presidente, mas outras disposições e as tradições sugerem diferente. O Presidente, o Gabinete e o Conselho Municipal são eleitos de quatro em quatro anos.

## Poder legislativo
| Parlamento                     | Assentos | Partidos |
| Parlamento da Islândia Alþingi | 63       | Partido da Independência Partido do Progresso Aliança Social Democrática Movimento de Esquerda Verde Partido da Reforma Futuro Luminoso Partido Pirata |

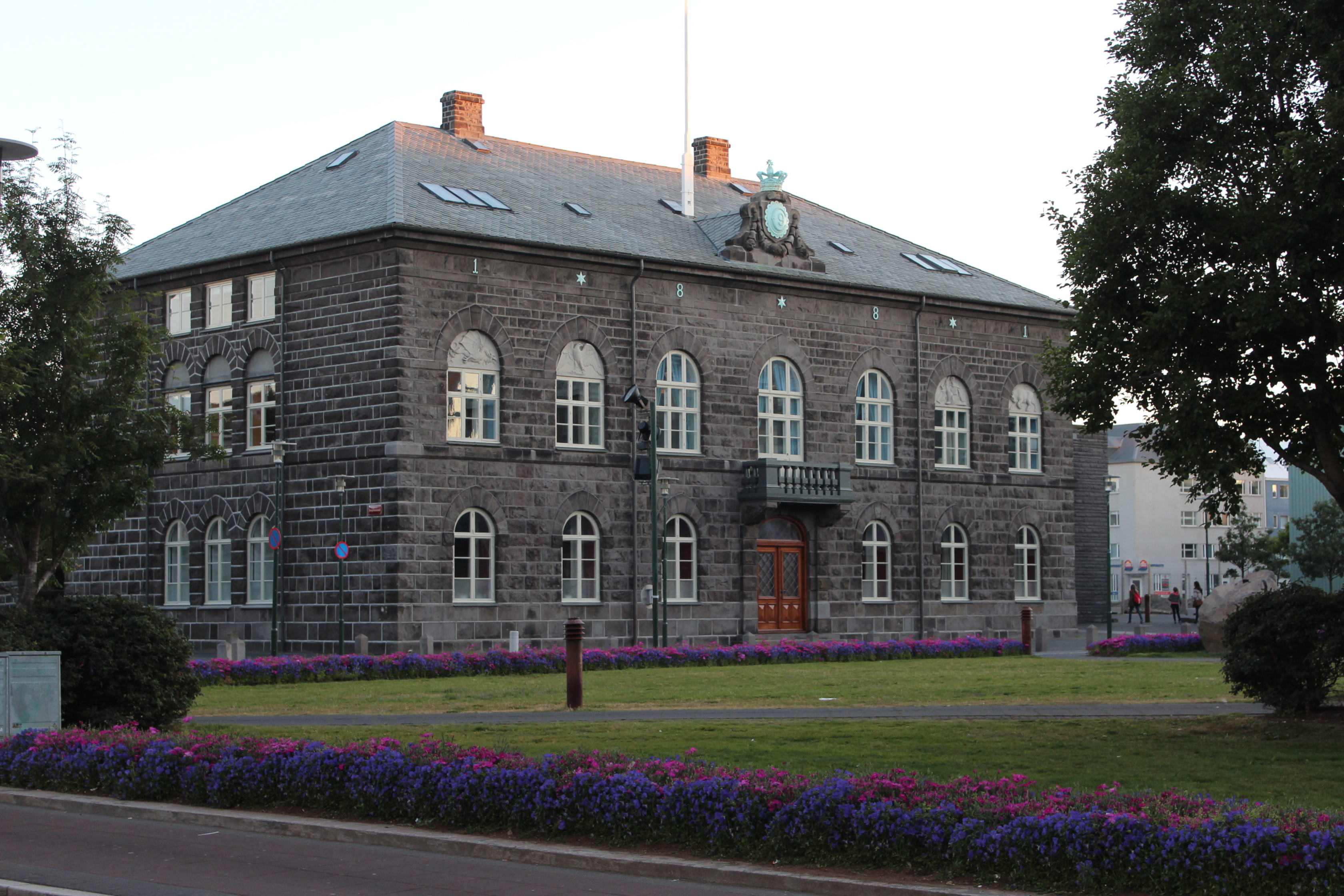
Alþingi, sede do poder legislativo.

O parlamento moderno, chamado "Althing" ou "Alþingi", foi fundado em 1845 como um órgão consultivo do rei dinamarquês. Foi largamente visto como o restabelecimento de uma assembleia fundada em 930, no período da Commonwealth e suspensa em 1799. O Althing é composto por 63 membros, eleitos a cada 4 anos, excepto se for dissolvido mais cedo. Existe sufrágio universal nas eleições presidenciais e a idade para o cidadão se candidatar é de 18 anos. Os membros do Althing são eleitos com base na representação proporcional dos seis círculos eleitorais. Até 1991, o Althing foi dividido entre uma câmara alta e baixa, mas esta foi alterada para um pleno sistema unicameral.

## Os partidos políticos
Os seguintes partidos estão representados no Parlamento da Islândia (2013):
| Partido                                          | Ideologia                         |
| ------------------------------------------------ | --------------------------------- |
| Partido da Independência Sjálfstæðisflokkurinn   | Liberal conservador               |
| Partido do Progresso Framsóknarflokkurinn        | Liberal                           |
| Aliança Social Democrática Samfylkingin          | Social-democrata                  |
| Esquerda Verde Vinstrihreyfingin - grænt framboð | Ecologista - Socialista           |
| Futuro Luminoso Björt framtíð                    | Social-liberal - Europeísta       |
| Partido Pirata Píratar                           | Democracia direta                 |
| Partido da Reforma Viðreisn                      | Liberal - Ecologista - Europeísta |

## As eleições

### Eleições presidenciais
As eleições presidenciais ocorrem a cada quatro anos e a campanha decorre por um período de cerca de 6 a 12 semanas. Nas eleições presidenciais de 2016 o vencedor foi Sigurdur Ingi Jóhannsson, do Partido do Progresso.
| Candidato                    | Partido      | %      |
| ---------------------------- | ------------ | ------ |
| Gudni Thorlacius Jóhannesson | Independente | 38,49% |
| Halla Tómasdóttir            | Independente | 27,51% |

### Eleições parlamentares
As últimas eleições parlamentares na Islândia tiveram lugar no dia 29 de outubro de 2016. O Partido da Independência venceu novamente a contenda, conquistando 21 dos 63 assentos do Parlamento da Islândia, seguido do Esquerda Verde (10 assentos) e do Partido Pirata (10 assentos). O Partido do Progresso conquistou apenas 8 assentos.
O Partido da Independência tentou sem êxito formar um governo. O mesmo aconteceu com a Esquerda Verde. Como terceira alternativa, foi convidado a líder do Partido Pirata a tentar construir um novo governo, com o mesmo resultado. De novo, a iniciativa de tentar formar governo voltou a recair em Bjarni Benediktsson do Partido da Independência.
| Partido | Partido                     | Nome islandês                     | % Votos | Assentos |
| ------- | --------------------------- | --------------------------------- | ------- | -------- |
|         | Partido da Independência    | Sjálfstæðisflokkurinn             | 29      | 21       |
|         | Movimento de Esquerda Verde | Vinstrihreyfingin - grænt framboð | 15,9    | 10       |
|         | Partido Pirata              | Píratar                           | 14,5    | 10       |
|         | Partido do Progresso        | Framsóknarflokkurinn              | 11,5    | 8        |
|         | Partido da Reforma          | Viðreisn                          | 10,5    | 7        |
|         | Futuro Luminoso             | Björt framtíð                     | 7,2     | 4        |
|         | Aliança Social Democrática  | Samfylkingin                      | 5,7     | 3        |

## Poder judiciário
O sistema judicial consiste no Supremo Tribunal da Islândia (Islandês: Hæstiréttur Íslands), em que os conselheiros são nomeados vitaliciamente pelo presidente, e nos tribunais de comarca. A Constituição diz que o poder judiciário é separado dos restantes, neste caso, legislativo e executivo.

## Candidatura à União Europeia
A Islândia formalizou em Julho de 2009 a sua candidatura à União Europeia. Caso as negociações sejam bem-sucedidas, irá realizar-se um referendo para que a adesão se possa efectivar.  A primeira-ministra Jóhanna Sigurðardóttir é uma das principais vozes favoráveis à integração na UE, que se seguirá à pior crise orçamental da história do país.